# Tyresö (comuna)
Tyresö (em sueco: Tyresö kommun) é uma comuna da Suécia localizada no condado de Estocolmo. Sua capital é a cidade de Bollmora. Possui 69,2 quilômetros quadrados e segundo censo de 2018, havia 48 004 habitantes.